# Drag reduction system

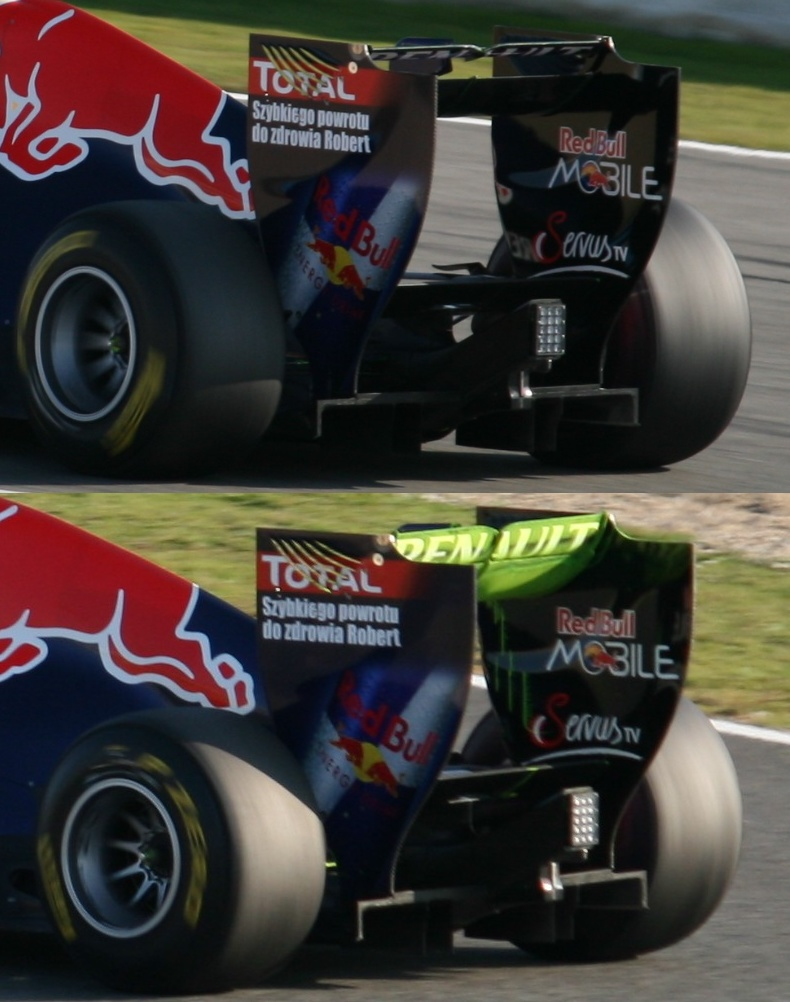
De achtervleugel van een Red Bull Racing-Renault bolide.
Boven: DRS geactiveerd
Onder: DRS niet geactiveerd

De beweegbare achtervleugel (Engels: driver adjustable bodywork), algemeen bekend als drag reduction system (DRS), is een autosporttechnologie gericht op het verminderen van de luchtweerstand om het inhalen verder te bevorderen in de Formule 1. DRS is geïntroduceerd in het Formule 1-seizoen van 2011, en is een beweegbaar stuk van de achtervleugel dat open en dicht kan op commando van de bestuurder.
Door het openen van de achtervleugel vermindert de luchtweerstand van de bolide, dit resulteert in een hogere topsnelheid. Deze hogere topsnelheid bevordert het inhalen in de Formule 1.
Voor het gebruik van het systeem moet wel aan een aantal voorwaarden worden voldaan. Zo moet de achtervolgende wagen in de race binnen een seconde van zijn voorganger rijden wanneer beide over het detectiepunt gaan. Ook kan DRS alleen gebruikt worden in bepaalde van tevoren afgesproken stukken van het circuit (meestal de lange, rechte stukken). Naast dit alles werkt DRS pas na de eerste ronde.
Halverwege het seizoen 2011 verhoogde de FIA het aantal DRS-zones van één naar twee. In eerste instantie zouden alle races vanaf de Grand Prix van Canada twee zones krijgen, dit gebeurde ook bij de Grand Prix van Europa, maar daarna bleek dit niet haalbaar te zijn. Het gebruik van twee zones kwam echter de voorlaatste wedstrijd van het seizoen toch nog terug, op het Yas Marina Circuit tijdens de Grand Prix van Abu Dhabi waren er eveneens twee DRS-zones aanwezig.

## Werking
De achtervleugel van een racewagen bestaat uit twee onderdelen; de vleugel en een daarboven op zittende flap. DRS maakt het mogelijk om deze flap tussen de 10 en 85 mm omhoog te tillen. Het optillen van de vleugel resulteert in een verandering van de luchtstroom. De luchtstroom die eerst door de vleugel omhoog geduwd werd, kan nu door de vleugel heen. Deze verandering van luchtstroom zorgt voor een lagere luchtweerstand, wat op zichzelf weer resulteert in een hogere topsnelheid en een snellere acceleratie. Sam Michael, technisch directeur van Williams, is van mening dat het gebruik van DRS in de kwalificatie een halve seconde per ronde zou schelen.
Naar verwachting zal het DRS zo'n 10 tot 12 km/h meer snelheid op moeten leveren.  Dit is wel verschillend per circuit, en in mindere mate ook verschillend per wagen. De effectiviteit van het systeem werd in 2011 getest om te kijken of het inhalen kon worden vergemakkelijkt, maar dit moest op een dusdanige manier gebeuren dat de technische vaardigheden van de bestuurder niet buitenspel kwamen te staan. De effectiviteit van DRS verschilt per circuit; zo is het DRS minder effectief op circuits met weinig lange rechte stukken, en vaak ook op circuits waar niet veel neerwaartse kracht gebruikt wordt (bijvoorbeeld Monza).

## Regelgeving

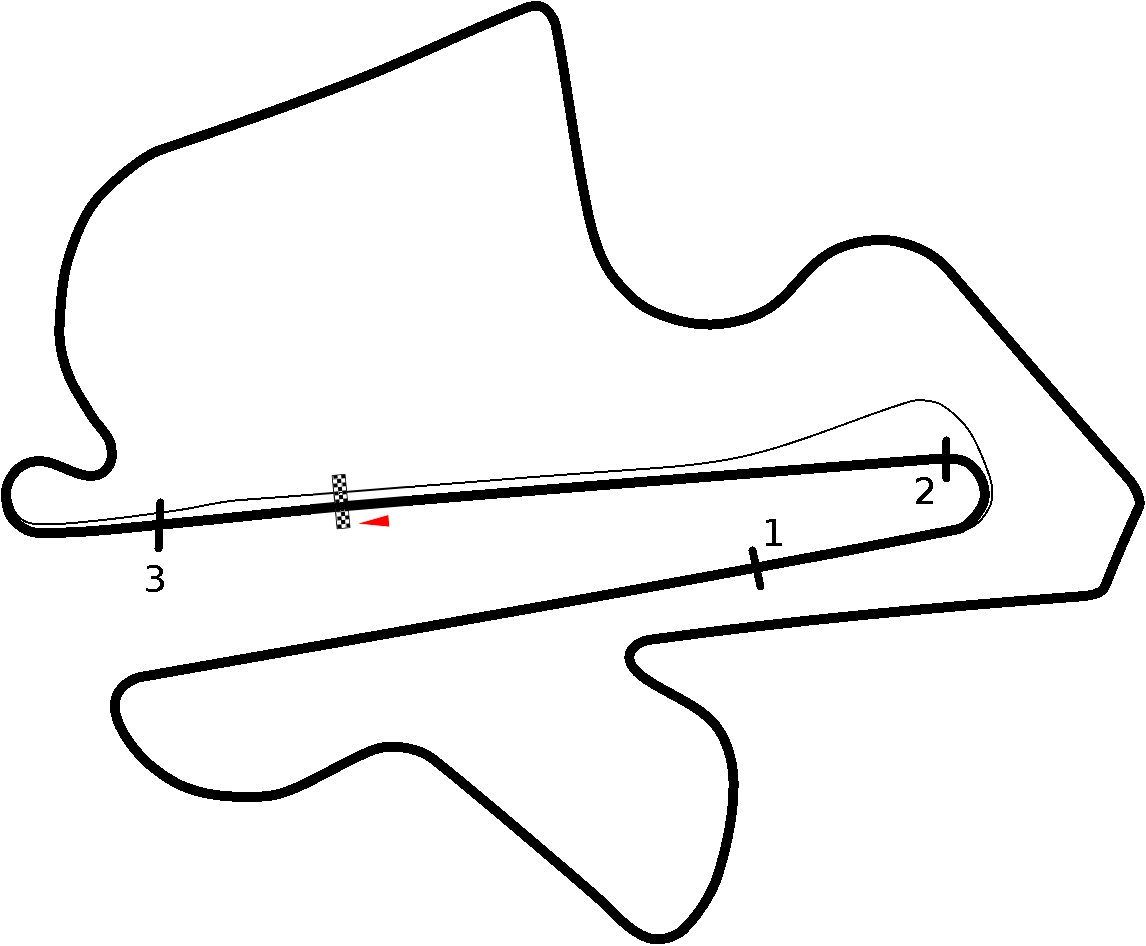
DRS op het Sepang International Circuit.
1. Detectiepunt
2. Activatiepunt
3. Deactivatiepunt

Het gebruik van het drag reduction system is gebonden aan de F1 regels die opgesteld zijn door de FIA. Volgens deze regels mag het DRS alleen gebruikt worden als:
- De achtervolgende bolide zich binnen maximaal één seconde op zijn voorganger bevindt. (De FIA behoudt het recht deze parameter te wijzigen per race)
- De achtervolgende bolide rijdt binnen een van tevoren afgesproken inhaalzone (ook wel bekend als DRS-zone). Deze zone(s) worden voor de race door de FIA bekendgemaakt.

Verder gelden de volgende regels:
- Het systeem kan niet worden geactiveerd in de eerste ronde van een race.
- Het systeem kan niet worden gebruikt in de eerste ronde na een safety car-periode.
- Het systeem kan niet beschikbaar worden gesteld als de weersomstandigheden slecht zijn, dit was het geval bij de Grand Prix van Canada 2011.

De rijders kunnen het systeem ongelimiteerd gebruiken tijdens de kwalificaties en de vrije trainingen. Wanneer het systeem geactiveerd is kan de rijder dit zien aan een lichtje op het dashboard. Het systeem kan worden gedeactiveerd door een knop in te drukken, of door te remmen.
Er zijn drie lijnen bij een DRS-zone van belang. De eerste lijn is de lijn waarbij er gemeten wordt of de achterstand minder dan één seconde is; dit wordt ook wel het detectiepunt genoemd. De tweede lijn is het begin van de DRS-zone; vanaf deze lijn mag een rijder mits aan de voorwaarde is voldaan gebruikmaken van het DRS, deze lijn wordt ook wel activatiepunt genoemd. De laatste lijn geeft het einde van de DRS-Zone aan, oftewel het deactivatiepunt.

## Reacties
Er zijn gemengde reacties op het invoeren van DRS in de Formule 1. Sommigen geloven dat dit de oplossing is voor het gebrek aan inhaalmanoeuvres in de Formule 1, terwijl anderen denken dat dit juist het inhalen veel te gemakkelijk maakt en de techniek van de rijder er niet meer bij komt kijken. Een belangrijk argument dat door de tegenstanders wordt aangedragen tegen het gebruik van DRS is het feit dat de verdedigende rijder een ongelijke strijd levert, omdat die rijder DRS niet in mag zetten om te verdedigen. Het aanscherpen van de regels voor het verdedigen van de positie heeft deze controverse nog meer stof doen opwaaien.